# Vacondio (cognome)
Vacondio è un cognome di lingua italiana.

## Varianti
Il cognome non presenta varianti.

## Origine e diffusione
Cognome tipicamente centro-settentrionale, è presente prevalentemente in Toscana ed Emilia-Romagna.
Potrebbe derivare da un prenome medioevale di carattere teoforico. In quanto di esplicito rimando teoforico, è affine ai cognomi Di Dio, Diodati, Dioguardi, Diotallevi e Mantegna; potrebbe inoltre presentare affinità con i cognomi Donadio e Donato.

## Persone
- Carlo Vacondio – calciatore italiano
- Marta Vacondio, nota come Marta Marzotto – modella, stilista e socialite italiana
- Umberto Vacondio – ex giocatore di curling italiano